# Hoffmannia guerrerensis
Hoffmannia guerrerensis là một loài thực vật có hoa trong họ Thiến thảo. Loài này được Borhidi & J.Rojas mô tả khoa học đầu tiên năm 2002.